# ALIVE〜希望のカケラ
『ALIVE〜希望のカケラ』（アライブ きぼうのカケラ）は、日本のテレビドラマ。テレビ北海道開局20周年記念特別番組として製作された単発ドラマであり、同局で2009年11月17日に放映された。自殺のもたらす悲劇や、若者を脅かす様々な社会問題をテーマとしたドラマである。

## あらすじ
精神科医・中川聡のもとに、高校生の永原里美が受診に訪れる。やがて里美は、同じく中川のもとへ通う患者の田所洋平と知り合い、次第に親しくなる。だが2人にやがて、いじめ、暴力、薬物乱用など様々な罠がふりかかる。

## キャスト
- 中川 聡（なかがわ さとし） - 鷲澤輪久
- 松澤 ひなた（まつざわ ひなた） - 江頭ひなた
- 永原 里美（ながはら さとみ） - 木村愛里
- 田所 洋平（たどころようへい） - 浮田啓
- 居酒屋・土門 女将 - 安倍里葎子（友情出演）

## 製作
札幌市のNPO法人・国際曲劇団の企画をもとに制作されたドラマ。同団体は自殺、エイズ、薬物乱用といった若者たちを脅かす種々の問題に取り組むとともに、それらの抑止を訴える舞台作品『ALIVE』をシリーズで上演しており、この『ALIVE』のテレビドラマ化の企画がテレビ北海道に持ち込まれたことで、制作に至った。国際曲劇団によれば、大変な世界不況の風に煽られ、しかも北海道内の経済はそれに拍車をかけている最中で必死に歩んでいる時期において、この企画は周囲のほとんどの人々から賛同を得られなかったが、不況下で自殺者の多い事実があるからこそ、テレビというメディアでより多くの人々に自殺の虚しさを伝えるべきと判断したという。
この作品では、自殺防止のためには自殺者が生前に前兆として示すサインを見逃してはならないことが説かれており、作中でもそれらのサインや、自殺願望を持つ者に周囲が手を差し伸べる際のヒントが描かれている。自殺防止の啓蒙活動のみならず、自殺で残された家族を通じて生きることの大切さを訴えることも狙いの一つであり、家族のシーンを多く設けることで、本人の悲しみだけではなく残された者たちの悲しみも描かれた。また、人間誰もが弱みを持っており、人は迷いながら精一杯生きていることを示すために、精神科医が思い悩む場面も設けられている。
出演者は300人以上の中からオーディションで選ばれた約40人で、大半は道内出身者にしてドラマ初出演である。テレビ北海道としても本格的なドラマ制作は初めてであり、制作スタッフもドラマ作りは初体験という者がほとんどだった。

## 評価
放映後は16歳の女子高校生から40歳代の男性まで多くの視聴者からメッセージが集まり、自殺を思い止まったなどの声も寄せられたという。放映翌月の2009年12月には、テレビ北海道から国際曲劇団への感謝状の贈呈が行なわれており、このような感謝状贈呈はテレビ北海道としても初めてのケースだったという。